# (16761) Hertz
(16761) Hertz  es un asteroide perteneciente al cinturón de asteroides, descubierto el 3 de octubre de 1996 por Vittorio Goretti desde el Observatorio de Pianoro, en Italia.

## Designación y nombre
Hertz se designó al principio como 195 OG6.
Más adelante fue nombrado en honor al químico físico alemán Heinrich Rudolf Hertz (1857-1894).

## Características orbitales
Hertz orbita a una distancia media del Sol de 2,6638 ua, pudiendo acercarse hasta 2,1794 ua y alejarse hasta 3,1481 ua.  Tiene una excentricidad de 0,1818 y una inclinación orbital de 12,2615° grados. Emplea en completar una órbita alrededor del Sol 1588 días.

## Características físicas
La magnitud absoluta de Hertz es 14,3. No se dispone de datos sobre su diámetro y sobre su albedo.